# パウラ・パレト
パウラ・ベレン・パレト（Paula Belén Pareto 1986年1月16日- ）は、アルゼンチンのブエノスアイレス州サン・フェルナンド出身の医師、柔道家。階級は48kg級。身長150cm。ブエノスアイレス大学の医学部に入学すると、2014年1月には医師の資格を得た。

## 人物
柔道は9歳の時に始めた。2008年の北京オリンピックでは準々決勝で谷亮子に指導1で敗れるが、その後の3位決定戦で北朝鮮のパク・オクソンを技ありで破って銅メダルを獲得した。2010年の世界選手権では準々決勝で福見友子と対戦して、先に有効2つを取りながら終盤に小内刈で逆転負けを喫して7位に終わった。2011年の世界選手権には出場しなかった。ロンドンオリンピックでは準々決勝で福見に指導2で敗れると、3位決定戦でもベルギーのシャルリーヌ・ファンスニックに指導2で敗れて5位に終わり、前回に続くメダル獲得はならなかった。2014年の世界選手権では決勝で近藤亜美に指導2で敗れたものの2位になった。2015年の世界選手権でも決勝まで進んで元世界チャンピオンの浅見八瑠奈と対戦すると、指導1を先取されながら後半指導2を取り返して逆転勝ちを果たして、2003年の世界選手権63kg級で優勝したダニエラ・クルコウェル以来、アルゼンチンの選手として2人目の世界チャンピオンになった。さらには世界選手権での優勝が評価されて、2015年のアルゼンチンにおける最優秀スポーツ選手にサッカーのリオネル・メッシなどを押しのけて選ばれた。2016年のリオデジャネイロオリンピックでは準決勝で近藤を袖釣込腰の技ありで破ると、決勝でも韓国の鄭普涇を小内刈の技ありで破って金メダルを獲得した。2017年の世界選手権には出場しなかった。2018年の世界選手権では準決勝でウクライナのダリア・ビロディドに技ありで敗れるも3位になった。2019年にはグランドスラム・エカテリンブルグとパンナム選手権で優勝するも、グランプリ・モントリオールでは自らより15歳若い古賀若菜に反則負けして3位だった。2021年7月に日本武道館で開催された東京オリンピックでは準々決勝で渡名喜風南に腕挫十字固で敗れると、敗者復活戦でも敗れて7位に終わった。東京オリンピックの開会式で、アルゼンチン選手として史上初のオリンピック旗を運ぶ6名のうちの一人として入場した。9月には現役引退を表明した。

## 主な戦績
- 2005年 - パンナム選手権　2位　44kg級
- 2007年 - パンアメリカン競技大会　3位
- 2007年 - 世界選手権　5位
- 2008年 - パンナム選手権　3位
- 2008年 - 北京オリンピック　3位
- 2009年 - パンナム選手権　優勝
- 2009年 - グランドスラム・リオデジャネイロ　3位
- 2010年 - グランプリ・デュッセルドルフ　3位
- 2010年 - パンナム選手権　3位
- 2010年 - ワールドカップ・サンパウロ　3位
- 2010年 - ワールドカップ・マルガリータ島　優勝
- 2010年 - ワールドカップ・サンサルバドル　優勝
- 2010年 - ワールドカップ・マイアミ　優勝
- 2010年 - 世界選手権　7位
- 2011年 - パンナム選手権　優勝
- 2011年 - ワールドカップ・マイアミ　2位
- 2011年 - ワールドカップ・マルガリータ島　優勝
- 2011年 - ワールドカップ・サンサルバドル　2位
- 2011年 - ワールドカップ・アピア　優勝
- 2012年 - グランプリ・デュッセルドルフ 5位
- 2012年 - パンナム選手権　5位
- 2012年 - ロンドンオリンピック　5位
- 2013年 - パンナム選手権　3位
- 2014年 - グランドスラム・パリ　3位
- 2014年 - ヨーロッパオープン・ローマ　優勝
- 2014年 - パンナム選手権　3位
- 2014年 - 世界選手権　2位
- 2014年 -　グランドスラム・東京　3位
- 2015年 - パンナムオープン・サンティアゴ　優勝
- 2015年 - グランプリ・サムスン　優勝
- 2015年 - ワールドマスターズ　2位
- 2015年 - グランプリ・ブダペスト　優勝
- 2015年 - パンアメリカン競技大会　2位
- 2015年 - 世界選手権 優勝
- 2016年 -　グランプリ・ハバナ　3位
- 2016年 - パンナム選手権　2位
- 2016年 - リオデジャネイロオリンピック 優勝
- 2017年 -　パンナムオープン・リマ　優勝
- 2017年 - パンナム選手権　優勝
- 2017年 -　グランプリ・ザグレブ　3位
- 2017年 - グランドスラム・アブダビ　3位
- 2018年 -　グランドスラム・エカテリンブルグ　2位
- 2018年 - パンナム選手権　　優勝
- 2018年 -　世界選手権　3位
- 2018年 -　グランプリ・カンクン　優勝
- 2018年 -　グランドスラム・アブダビ　3位
- 2019年 - グランドスラム・エカテリンブルグ　優勝
- 2019年 - パンナム選手権 優勝
- 2019年 - グランプリ・モントリオール　3位
- 2019年 - パンアメリカン競技大会　5位
- 2019年 - 世界選手権　7位
- 2020年 -　グランドスラム・ブダペスト　2位
- 2020年 - パンナム選手権　優勝
- 2021年 -　東京オリンピック　7位

(出典、JudoInside.com)